# Calamotropha sybilla
Calamotropha sybilla là một loài bướm đêm trong họ Crambidae.